# Phloeomys cumingi
Espèce
Synonymes
Capromys elegans Cabrera, 1901
Phloeomys cumingi, aussi appelé Rat de Cuming, est une espèce de rongeurs de la sous-famille des Murinés et que l'on rencontre uniquement sur l'île de Luçon, aux Philippines. Il peut mesurer jusqu'à 50 centimètres, ce qui en fait l'un des plus grands muridés terrestres.

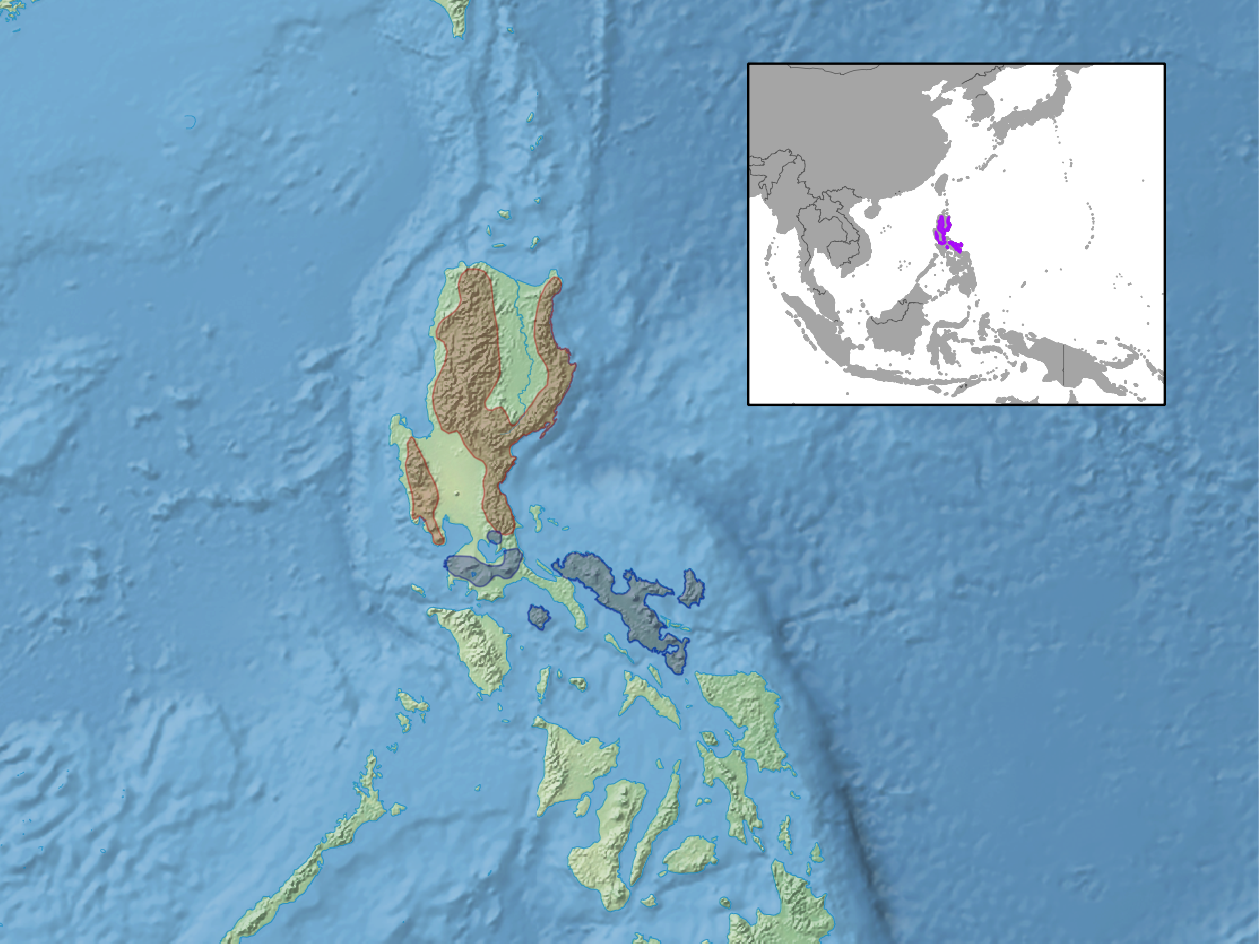
Carte de répartition aux Philippines: Phloeomys cumingi en bleu et Phloeomys pallidus en rouge.

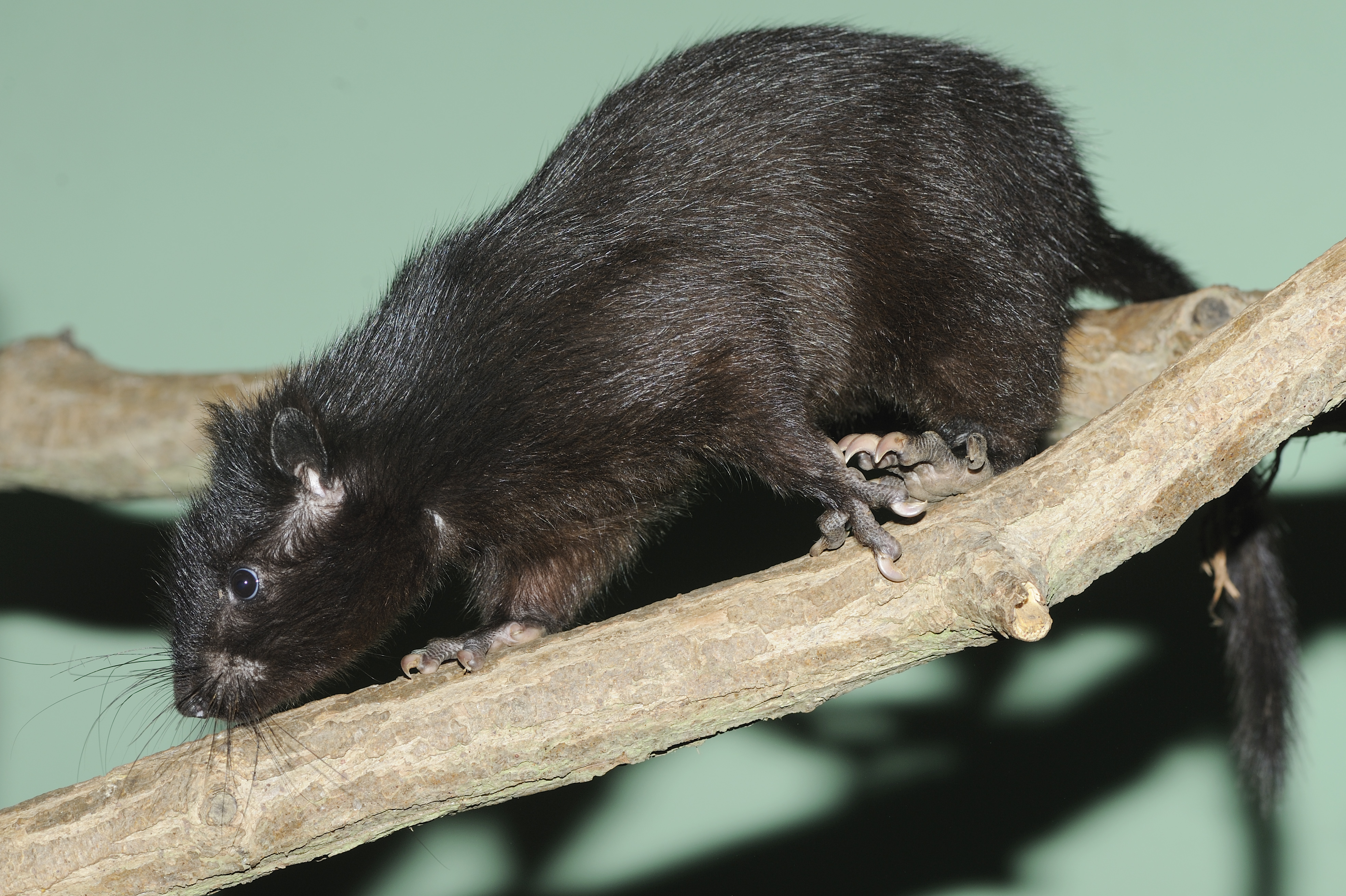
Phloeomys cumingi